# Лікарчук Наталія Василівна
Лікарчук Наталія Василівна (9 квітня 1967 року) — український науковець, політолог та експерт з державного управління. З 2013 року доктор політичних наук, доцент, професор кафедри державного управління Київський національний університет імені Тараса Шевченка, з 2016 року академік Академія політичних наук.

## Біографія
Народилася в с. Кілки Чуднівського району, Житомирської області, с.Довбиш , Житомирської області.
У 1998 році закінчила Філософський факультет КНУ, за спеціальністю Політологія.
З 2001 року викладач кафедри політології Філософський факультет КНУ.
У 2003 році захистила кандидатську дисертацію на тему: «Формування іміджу політичного лідера в процесі виборчої кампанії».
З 2011 року доцент кафедри державного управління Філософський факультет КНУ.
У 2013 році захистила докторську дисертацію на тему: «Політичний маркетинг: теоретичні та прикладні аспекти».

## Монографії
1.Лікарчук Н. В. Політичний маркетинг: теорія і практика: монографія/Н. В.
Лікарчук. – К.: Вид-во НПУ імені М, П. Драгоманова, 2012. – 379 с.
2.Information weapon in the information confrontation (Інформаційна зброя в
інформаційній війні) Security management of the XX1 century: Nationaland and
Geopolitical aspects. Issue 3: Collective monograph. Nemoros s.r.o. Prague, 2021.
C.319-328
3. Planning as a system-forming function of stratedic management (Планування як
системоутворююча функція стратегічного управління) Development vectors in
public management and administration: Collective monograph. Riga, Latvia: «Baltija
Publishing», Wloclawek, Poland, 2021. С. 190-208.